# Équipe d'Argentine de football à la Copa América 1937
L'équipe d'Argentine de football participe à sa 14e Copa América lors de l'édition 1937 qui a eu lieu à Buenos Aires en Argentine du 27 décembre 1936 au 1er février 1937.

## Résultats
Les six équipes participantes sont réunies au sein d'une poule unique où chaque formation rencontre une fois ses adversaires. À l'issue des rencontres, l'équipe classée première remporte la compétition.
|   | Équipe    | Pts | J | G | N | P | BP | BC | Diff |
| - | --------- | --- | - | - | - | - | -- | -- | ---- |
| 1 | Brésil    | 8   | 5 | 4 | 0 | 1 | 17 | 9  | +8   |
| 2 | Argentine | 8   | 5 | 4 | 0 | 1 | 12 | 5  | +7   |
| 3 | Uruguay   | 4   | 5 | 2 | 0 | 3 | 11 | 14 | -3   |
| 4 | Paraguay  | 4   | 5 | 2 | 0 | 3 | 8  | 16 | -8   |
| 5 | Chili     | 3   | 5 | 1 | 1 | 3 | 12 | 13 | -1   |
| 6 | Pérou     | 3   | 5 | 1 | 1 | 3 | 7  | 10 | -3   |

| 30 décembre 1936 | Argentine | 2 | 1 | Chili     |
| 9 janvier 1937   | Argentine | 6 | 1 | Paraguay  |
| 16 janvier 1937  | Argentine | 1 | 0 | Pérou     |
| 23 janvier 1937  | Uruguay   | 3 | 2 | Argentine |
| 30 janvier 1937  | Argentine | 1 | 0 | Brésil    |

### Matchs
| 30 décembre 1936 | Argentine        | 2 – 1 | Chili    | Stade Gasómetro (Buenos Aires)                 |                                                |
| | Varallo 30e, 43e | (2 - 0) | Toro 73e | Spectateurs : 35 000 Arbitrage : Aníbal Tejada | Spectateurs : 35 000 Arbitrage : Aníbal Tejada |
| Estrada - Tarrío, Iribarren - Sastre, Minella, Martínez - Peucelle, Varallo, Ferreyra, Scopelli ( 75e Cherro), García | Équipes          | Cabrera - Cortés, Córdova ( Baeza) - Montero, Riveros, Schneberger - Torres, Carmona, Toro, Avendaño, Ojeda |          | Spectateurs : 35 000 Arbitrage : Aníbal Tejada | Spectateurs : 35 000 Arbitrage : Aníbal Tejada |

| 9 janvier 1937 | Argentine                                           | 6 – 1 | Paraguay        | Stade Gasómetro (Buenos Aires)                 |                                                |
| | Scopelli 5e, 54e · García 8e · Zozaya 33e, 75e, 82e | (3 - 0) | A. González 86e | Spectateurs : 42 000 Arbitrage : Aníbal Tejada | Spectateurs : 42 000 Arbitrage : Aníbal Tejada |
| Estrada - Tarrío, Iribarren ( 53e Cuello) - Sastre, Minella, Martínez - Peucelle, Varallo, Zozaya, Scopelli, García | Équipes                                             | M. González - Invernizzi, Olmedo - Ayala, M. Ortega, Romero - Etcheverry, Erico, A. González, Esquivel, Silva |                 | Spectateurs : 42 000 Arbitrage : Aníbal Tejada | Spectateurs : 42 000 Arbitrage : Aníbal Tejada |

| 16 janvier 1937 | Argentine  | 1 – 0 | Pérou | Stade Gasómetro (Buenos Aires)                 |                                                |
| | Zozaya 55e | (0 - 0) |       | Spectateurs : 40 000 Arbitrage : Aníbal Tejada | Spectateurs : 40 000 Arbitrage : Aníbal Tejada |
| Estrada - Fazio, Iribarren - Sastre ( 84e 84e Blotto), Minella, Martínez ( 80e Colombo) - Peucelle, Varallo, Zozaya, Cherro ( 61e De la Mata), García | Équipes    | Honores - A. Fernández ( T. Fernández), Soria - Tovar, Castillo, Jordán - T. Alcalde, Ibáñez ( Arce), Álvarez, J. Alcalde, Paredes |       | Spectateurs : 40 000 Arbitrage : Aníbal Tejada | Spectateurs : 40 000 Arbitrage : Aníbal Tejada |

| 23 janvier 1937 | Uruguay                               | 3 – 2 | Argentine                | Stade Gasómetro (Buenos Aires)                  |                                                 |
| | Ithurbide 5e · Píriz 51e · Varela 58e | (1 - 0) | Varallo 63e · Zozaya 68e | Spectateurs : 60 000 Arbitrage : Alfredo Vargas | Spectateurs : 60 000 Arbitrage : Alfredo Vargas |
| Ballestrero ( 46e Besuzzo) - Cadilla, Muñiz - Martínez, Galvalisi, Carreras - Roselli, Varela, Ithurbide, Villadóniga ( 75e Borges), Camaití ( 19e Píriz) | Équipes                               | Estrada - Tarrío, Iribarren - Sastre, Lazzatti ( 59e Minella), Martínez ( 76e Colombo) - Peucelle, Varallo, De la Mata ( 46e Zozaya), Scopelli, García |                          | Spectateurs : 60 000 Arbitrage : Alfredo Vargas | Spectateurs : 60 000 Arbitrage : Alfredo Vargas |

| 30 janvier 1937 | Argentine  | 1 – 0 | Brésil | Stade Gasómetro (Buenos Aires)                 |                                                |
| | García 48e | (0 - 0) |        | Spectateurs : 65 000 Arbitrage : Aníbal Tejada | Spectateurs : 65 000 Arbitrage : Aníbal Tejada |
| Bello - Tarrío, Iribarren ( 46e Fazio) - Sastre, Minella ( 46e Lazzatti), Martínez - Guaita, Varallo, Zozaya, Scopelli ( 46e Cherro), García | Équipes    | Jurandir - Nariz, Jaú - Tunga ( Britto), Brandão, Afonsinho - Roberto, Bahía ( Luizinho), Niginho ( Cardeal), Tim, Patesko |        | Spectateurs : 65 000 Arbitrage : Aníbal Tejada | Spectateurs : 65 000 Arbitrage : Aníbal Tejada |

### Finale
| 1er février 1937 | Argentine             | 2 – 0 a.p. | Brésil | Stade Gasómetro (Buenos Aires)                        |                                                       |
| | De la Mata 102e, 112e | (0 - 0) |        | Spectateurs : 80 000 Arbitrage : Luis Alberto Mirabal | Spectateurs : 80 000 Arbitrage : Luis Alberto Mirabal |
| Bello - Tarrío, Fazio - Sastre, Lazzatti, Martínez - Guaita, Varallo ( 84e De la Mata), Zozaya ( 65e Ferreyra), Cherro ( 46e Peucelle), García | Équipes               | Jurandir - Carnera, Jaú - Britto, Brandão, Afonsinho - Roberto ( Carreiro), Luizinho ( Bahía), Cardeal ( Carvalho Leite), Tim, Patesko |        | Spectateurs : 80 000 Arbitrage : Luis Alberto Mirabal | Spectateurs : 80 000 Arbitrage : Luis Alberto Mirabal |

| Copa América 1937 - Vainqueur Argentine 5e titre |